# 新传媒奥多频道
奥多频道是新加坡新传媒拥有的一个面向少年儿童和年轻人播出的英语电视频道，目前该频道已停播。

## 简介
2008年10月20日，新传媒电视12由于专门的泰米尔语频道“春天频道”开播，原先以泰米尔语和英语播放节目的聚点频道改为纯英语频道，并更名为“奥多频道”。除面向青少年的节目外，该频道还在每天晚上推出固定的体育节目时段“奥多体育”（oktoSports，周一至周五21:00至收播，周末19:00至收播）。
频道平日9:00开播，周末7:00开播，收播时间取决于体育节目时长，但不早于每天24:00。收播时段同步转播新传媒电台Gold 905FM的节目。
另外，由于“okto”在希腊语中指数字“8”，奥多频道在新加坡地面数字电视的频道号码为8，在新加坡两家付费电视运营商星和视界和新电信电视的频道号分别为108和8。至于新传媒的华语频道8频道，频道号码则为3（星和视界为103）。
因收视率不佳，奥多频道于2019年5月1日00:20停播。原奥多频道的儿童节目继续在新传媒5频道以“Okto on 5”的名义播出，体育赛事将通过5频道、新传媒其它频道及网络影音平台Toggle（現為meWATCH）继续播放。
2021年2月6日，8频道儿童节目《乐乐窝》更名为“okto尽在8频道”。